# 虛構科技
虛構科技是不存在的科技。它可以是一個思想或者是尚未開發的科技，它亦可以是一個在小說中使用的虛構元素。

## 非文學

### 新興技術
為了在行業中領先，因而逐步發展的創新科技。

### 探索性研究
即使它尚未可能被製造，確認一項前瞻性技術可以被詳細地設計及模擬經常是風險投資或開始武器研究的先决條件。

### 宣傳
宣傳經常強調個別具體技術的推測性潛力，以刺激投資，或反技術（例如防禦系統）。這是一種在任何軍工企業佔主導地位的社會中常見的動機。另見 軍國主義、技術升級、軍備競賽。

### 廣告
公司廣告強調一些「發展中」技術的驚人潛力（通常沒有具體時間表），只是為了表示自己是一間能夠克服科技的公司。另见 霧件、说服力技术。

## 科幻小說中
許多科幻小說作品圍繞著虛構的創新和技術及其潛在用途。 這有時可能導致發明家使用這些虛構科技作為現實生活設備與其他新興科技的設計靈感。

## 幻想作品中
像蒸氣龐克和柴油龐克的幻想派別探索早期歷史開發先進技術的後果，而不一定進入科幻小說的領域。俗稱為 "magitech"，以魔力為動力的科技，也常見於幻想媒體。在內，它可以替代現代科技，但同時設置一个幻想的氣氛。眾所周知的例子是人造魔像和人造飛艇。